# タレッジョ (イタリア)
タレッジョ（伊: Taleggio  ( 音声ファイル)）は、イタリア共和国ロンバルディア州ベルガモ県にある、人口約500人の基礎自治体（コムーネ）。

## 地理

### 位置・広がり
ベルガモ県北西部、ヴァル・ブレンバーナのコムーネ。中心集落であるソットキエーザ (Sottochiesa) は、レッコから東北東へ14km、県都ベルガモから北北西へ23km、州都ミラノから北北東へ56kmの距離にある。

#### 隣接コムーネ
隣接するコムーネは以下の通り。括弧内のLCはレッコ県所属を示す。
- カメラータ・コルネッロ
- カッシーリオ
- フイピャーノ・ヴァッレ・イマーニャ
- モッジョ (LC)
- サン・ジョヴァンニ・ビアンコ
- ヴァル・ブレンビッラ
- ヴェデゼータ

### 地震分類
イタリアの地震リスク階級 (it) では、3 に分類される
。

## 行政

### 山岳部共同体
広域行政組織である山岳部共同体「ヴァッレ・ブレンバーナ山岳部共同体」  (it:Comunità montana della Valle Brembana)  （事務所所在地：ピアッツァ・ブレンバーナ）を構成するコムーネである。

### 分離集落
タレッジョには、以下の分離集落（フラツィオーネ）がある。
- Olda, Peghera, Pizzino, Fraggio, Ca' Corviglio, Grasso, Sottochiesa (sede comunale)